# Bollensen

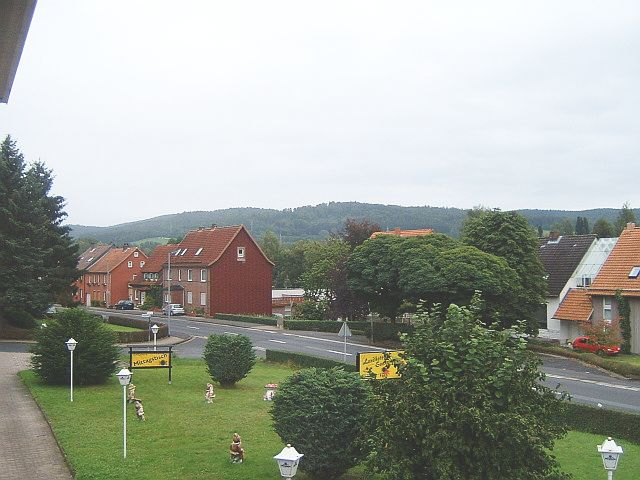
Bollensen, Ortseinfahrt aus Richtung Uslar von der B 241

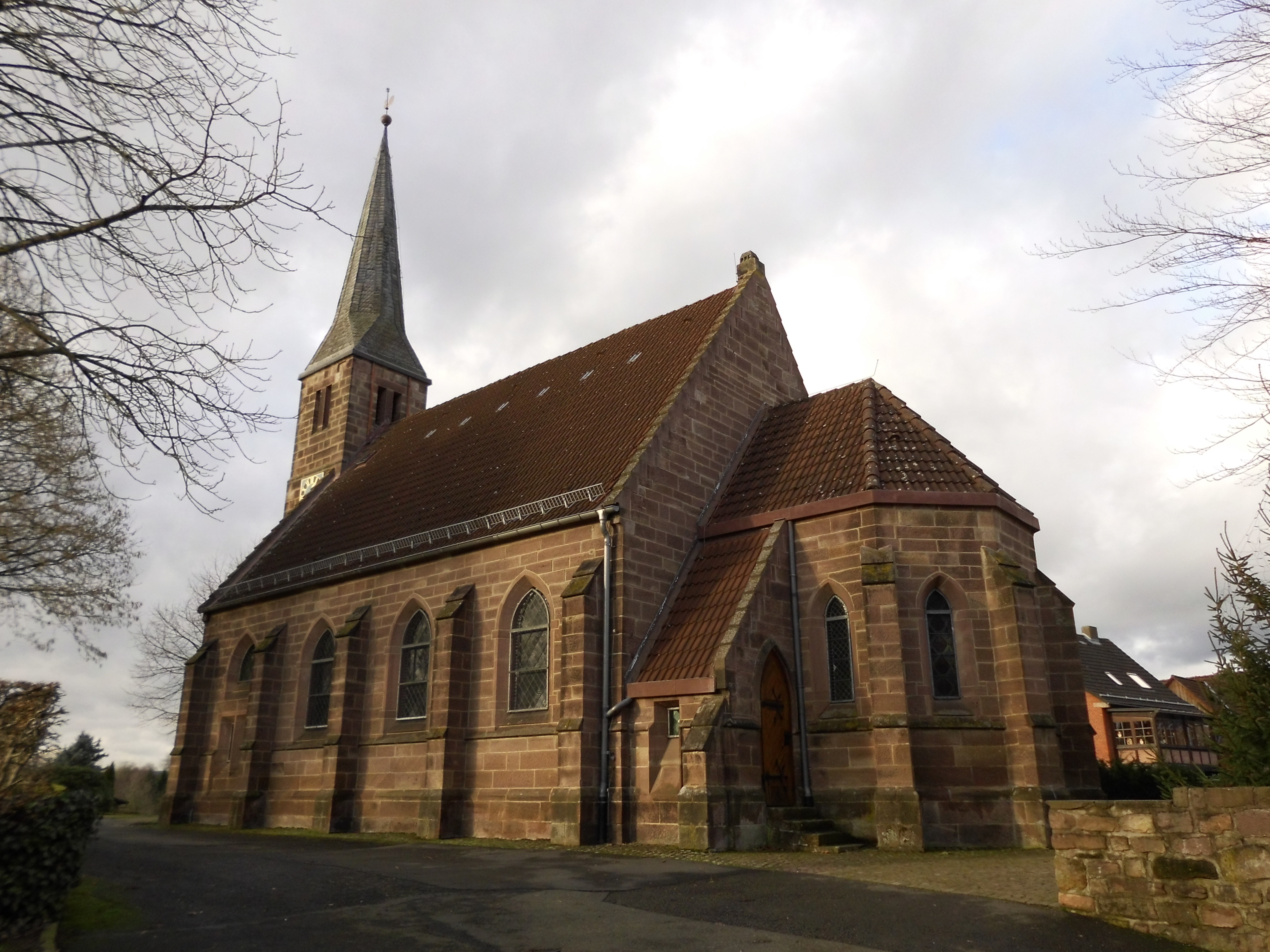
Die Kirche

Bollensen ist ein Ortsteil der Stadt Uslar im südniedersächsischen Landkreis Northeim mit 438 Einwohnern.

## Geographische Lage
Bollensen liegt jeweils an den Südausläufern des Sollings und Naturparks Solling-Vogler im Tal des Rehbachs auf etwa 167 m ü. NN. Etwa 3 km westlich liegt die Kernstadt Uslar, die Kreisstadt Northeim liegt 30 km weiter östlich, die nächste Großstadt, Göttingen, gut 31 km südöstlich und die Landeshauptstadt Hannover etwa 100 km nördlich von Bollensen (je Luftlinie). Das Dorf ist von Feldern und Wiesen umgeben, die weiter östlich beziehungsweise einige Kilometer weiter nördlich in die dicht bestandenen Hochwälder des Sollings übergehen.

## Geschichte
Erstmals wurde Bollensen im Jahre 1062 urkundlich erwähnt. Es gehörte im Mittelalter zum Herrschaftsbereich der Herren von Uslar. Inhaber von Zehntrechten war auch das Kloster Lippoldsberg. 1303 beanspruchten die von Uslar das Lehnsrecht am Zehnten zu Bollensen, traten es aber gegen die Zahlung von 11 Mark Silber an das Kloster Lippoldsberg ab.
Seit der Gebietsreform vom 1. März 1974 gehört die ehemals selbständige Gemeinde zur neu gegründeten Großgemeinde Stadt Uslar.

## Ortsrat
Bollensen hat einen fünfköpfigen Ortsrat, der seit der Kommunalwahl 2021 ausschließlich von Mitgliedern der Wählergruppe „Aktive Bollenser Bürger“ besetzt ist. Die Wahlbeteiligung lag bei 76,24 Prozent.

## Infrastruktur
Der Ort liegt an der Bundesstraße 241 östlich von Uslar und 15 Kilometer westlich von Hardegsen. Regelmäßige Busverbindungen bestehen in Richtung Uslar und Hardegsen/Northeim.

## Wirtschaft
In Bollensen gibt es kaum gewerbliche Arbeitsplätze. Auch die Land- und Forstwirtschaft spielt keine nennenswerte Rolle mehr, so dass mittlerweile die meisten erwerbstätigen Einwohner in die benachbarten Städte auspendeln. Im Ort gibt es keine Geschäfte des täglichen Bedarfs. Geschäfte befinden sich in der Kernstadt Uslar sowie in den umliegenden Städten.

## Sehenswürdigkeiten
Die Martinikirche, deren Gemeinde zum Kirchenkreis Leine-Solling gehört, wurde 1883 erbaut und ist mit einem Taufstein von 1679 ausgestattet. Der Entwurf stammt von dem hannoverschen Baurat Conrad Wilhelm Hase.